# Catagramma goyazae
Catagramma goyazae är en fjärilsart som beskrevs av Dillon 1948. Catagramma goyazae ingår i släktet Catagramma och familjen praktfjärilar. Inga underarter finns listade i Catalogue of Life.